# Adger (Alabama)
Adger es un área no incorporada ubicada en el  Condado de Jefferson en el estado estadounidense de Alabama.

## Geografía
Adger se encuentra ubicada en las coordenadas 33°22′37″N 87°05′37″O / 33.37694, -87.09361.